# Egg (album)
Egg è l'album di esordio della progressive band inglese Egg; fu registrato nel 1969 e pubblicato nel marzo del 1970 dall'etichetta Deram Nova, una sussidiaria della Decca.

## Tracce

### Lato uno
1. Bulb (Peter Gallen) – 0:09
2. While Growing My Hair (Mont Campbell) – 3:53
3. I Will Be Absorbed (Campbell) – 5:10
4. Fugue in D Minor (Bach, arrangiata Dave Stewart) – 2:46
5. They Laughed When I Sat Down at the Piano… (Stewart) – 1:17
6. The Song of McGillicudie the Pusillanimous (or don't worry James, your socks are hanging in the coal cellar with Thomas) (Campbell) – 5:07
7. Boilk (Brooks, Campbell, Stewart) – 1:00

### Side two
1. Symphony No. 2 – 22:26
  - First Movement (Stewart)
  - Second Movement (Campbell)
  - Blane (Stewart)
  - Fourth Movement (Campbell)

### Pubblicazione del 2004
Nell'edizione in CD del febbraio 2004, pubblicata dalla Eclectic Discs, i brani originali furono rimasterizzati e furono aggiunte tre bonus track: due erano quelle che componevano il singolo di esordio, e unico della band, Seven Is a Jolly Good Time/You Are All Princes, mentre la terza fu l'inedita Third Movement di Symphony No. 2, registrata insieme alle altre tracce originali ma non inclusa nell'album del 1970:
1. Bulb" – 0:09
2. While Growing My Hair – 4:02
3. I Will Be Absorbed – 5:11
4. Fugue in D Minor – 2:49
5. They Laughed When I Sat Down at the Piano… – 1:21
6. The Song of McGillicudie the Pusillanimous (or don't worry James, your socks are hanging in the coal cellar with Thomas)  – 5:07
7. Boilk – 1:04
8. Symphony No. 2 – 23:58
  - First Movement
  - Second Movement
  - Blane
  - Third Movement
  - Fourth Movement
9. Seven Is a Jolly Good Time (Campbell, Stewart) – 2:47
10. You Are All Princes – 3:45

## Formazione
- Dave Stewart - organo, piano, generatore di segnali
- Mont Campbell - basso, voce
- Clive Brooks - batteria